# Bolaji Amusan
Bolaji Amusan (nacido el 15 de octubre de 1966) es un actor cómico, cineasta, director y productor nigeriano.

## Biografía
Amusan nació el 16 de octubre de 1966 en Gbongan, sede del área de gobierno local de Aiyedaade en el estado de Osun al suroeste de Nigeria. Se casó en 1999 y tiene dos hijos.

## Carrera
Comenzó a actuar en 1988 y se unió a ANTP en 1989. Participó en una película titulada 50-50, producida en 1992 por el ya fallecido Akin Ogungbe. Ha producido más de 40 películas, en su mayoría comedias. Es el actual director de organización y negocios en la asociación profesional conocida como Asociación de Productores de Artes Teatrales y Cinematográficas de Nigeria.

## Filmografía
- 50-50 (1992)
- Ebun Igbeyawo (1996)
- Faworaja (1999)
- Nnkan Olomoba (2000)
- Talo n gbemu (2001)
- Eegun Mogaji
- Obajobalo
- Mr President
- Òfin mósè (2006).
- Ile Itura (2007)[7]
- Baba Insurance (2009),
- Ise onise (2009)
- Baba Gomina
- Aweni Baku
- Emi Airi